# Hyalornis
Hyalornis is een geslacht van vlinders van de familie spanners (Geometridae), uit de onderfamilie Ennominae.

## Soorten
- H. docta (Schaus & Clements, 1893)
- H. livida Herbulot, 1973